# Fuldstændigt ordnet legeme
Et fuldstændigt ordnet legeme er et ordnet legeme, som derudover har supremumsegenskaben.

## De reelle tal og fuldstændighed
De reelle tal er den eneste mængde (op til isomorfi), som er et fuldstændigt, ordnet legeme. Omvendt er supremumsegenskaben så også den eneste grundlæggende egenskab, som adskiller de reelle tal fra de rationale tal, der også er et ordnet legeme. Det er denne egenskab, som sikrer, at der ikke er huller i den reelle talakse – mens der er det på en talakse, hvor kun de rationale tal er afmærket (for eksempel ved {\displaystyle {\sqrt {2}}}, som er irrationalt).
Det er altså på denne måde, at man kan forstå udtrykket "fuldstændig": Med de reelle tal er hele tallaksen blevet fyldt fuldstændig ud.